# Elias (đô vật)
Jeffrey Sciullo (22 tháng 11 năm 1987) là một đô vật chuyên nghiệp và nhạc sỹ người Mỹ. Anh hiện đang ký hợp đồng với WWE, nơi anh biểu diễn trên thương hiệu Raw với tên Elias.
Là Elias, trước đó là Elias Samson, anh là đô vật thường sử dụng âm nhạc để chế giễu đối thủ hoặc người hâm mộ tham dự, mặc dù họ vẫn ca ngợi khi Elias nói rằng "WWE là viết tắt của Walk With Elias (Song hành cùng Elias)". Sciullo từng thi đấu ở NXT, nơi phát triển đô vật của WWE từ 2014 - 2017 nhân vật "Drifter" của chính mình.
Trước khi ký hợp đồng với WWE, anh từng đấu cho nhiều công ty khác nhau, với cái tên Heavy Metal Jesus và Logan Shulo. Năm 2018, anh phát hành album WWE: Walk With Elias được phát hành bởi WWE Music Group kết hợp Sciullo, và WWE Universal Truth năm 2020.

## Sự nghiệp đấu vật chuyên nghiệp

### Mạch độc lập (2008 - 2014)
Sciullo đấu vật cho các chương trình khác nhau ở Đông Bắc Hoa Kỳ, chủ yếu là International Wrestling Cartel (IWC) dưới cái tên Heavy Metal Jesus, Logan Shulo. Khi còn ở IWC, anh giành được Super Indy Championship và World Heavyweight Championship

### WWE

#### NXT (2014 - 2017)
Đầu năm 2014, Sciullo ký hợp đồng với WWE với cái tên mới Elias Samson. Anh ra mắt NXT vào ngày 24 tháng 4 năm 2014, hợp tác với Buddy Murphy và để thua Ascension. Samson sau đó xuất hiện rời rạc trên truyền hình trong suốt năm 2014 và đầu năm 2015.
Vào tháng 8 năm 2015, Samson ra mắt với một phong cách mới, một nhạc sĩ, trong một trận đấu trước NXT TakeOver: Broocklyn, bước tới võ đài với một cây ghitar và đánh bại Bull Dempsey. Samson sau đó tham gia giải đấu ''Dusty Rhodes Tag Team Classic'', nơi anh hợp tác với Tucker Knight và bị loại khỏi giải bởi Dash Wilder và Scott Dawson. NXT 23 tháng 12, đêm trước NXT TakeOver: London, Samson đánh bại Bull Dempsey. Trong những tuần tiếp theo, Samson thắng trước các đối thủ khác như Steve Cutler và Jessee Sorensen. Vào NXT 23 tháng 3 năm 2016, sau khi anh bị tổn thất từ Johnny Gargano, Samson sẽ tấn công Johnny chỉ để Apollo Crews chống đỡ. Điều này dẫn đến một trận đấu giữa Samson và Crews tại NXT TakeOver: Dallas, nơi Samson bị đánh bại. Trong các tháng còn lại của năm, anh đấu với các đối thủ khác nhau như Shinsuke Nakamura và Finn Bálor nhưng anh thường thua.
Samson đối mặt với Kassius Ohno (người mà anh luôn chế giễu sau khi anh ấy thua giải NXT Championship với Bobby Roode) trong trận người thua phải rời khỏi NXT vào ngày 29 tháng 3 năm 2017. Tuần sau, NXT 5 tháng 4, Samson đã đấu trận cuối cùng của mình ở NXT với tên El Vagabuldo che mặt (tiếng Tây Ban Nha nghĩa là "The Drifter"), để thua Oney Lorcan và bị Oney vạch mặt nạ.

#### Raw (2017 - 2018)

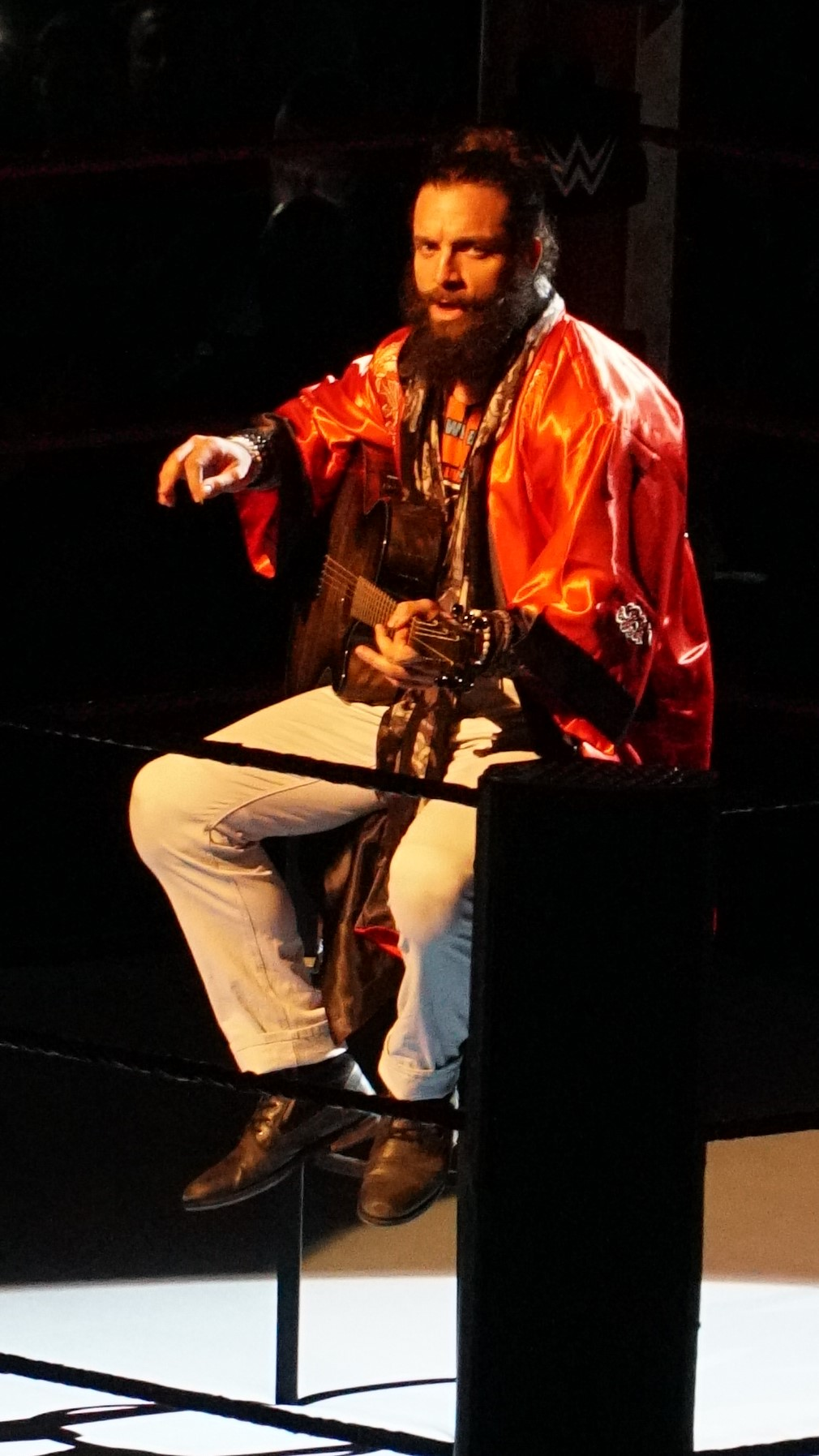
Elias đang biểu diễn trước một trận đấu tại Raw tháng 4, năm 2018

Raw 10 tháng 4 năm 2017, Samson ra mắt, đấu trong trận tag team 8 người. Samson liên tục xuất hiện trong màn hình chính khi chơi ghitar trong hậu trường. Trong trận ra mắt 22 tháng 5 tại Raw, Samson đánh bại Dean Ambrose bằng cách truất quyền thi đấu sau khi The Miz cố tình tấn công anh ta. Vào tháng 6, Samson bắt đầu mối thù với Finn Bálor, người cắt ngang một màn trình diễn của anh. Một trận đấu giữa hai người được thiết lập, và Samson đánh bại Bálor trong trận không bị loại, có sự can thiệp từ Bray Wyatt. Vào tháng 7, anh rút gọn tên thành Elias.
Elias sau đó thù với Jackson Jordan, vì Jordan làm gián đoạn bài hát của mình tại No Mercy. Điều này dẫn tới một trận giữa hai người tại TLC, nơi Elias bị Jordan đánh bại. Raw 11 tháng 6, Elias thua Jordan trong được trận sử dụng ghitar. Hai tuần sau, Elias thua Roman Reigns trong trận tranh đai Intercontinel Championship.
Tại Royal Rumble, Elias ở vị trí số 6, thi đấu trong 26 phút trước khi bị John Cena loại. Một tháng sau, Elias lần đầu tiên đấu trận Elimination Chamber, ở vị trí cuối cùng và bị loại bởi Braun Strowman. Elias xuất hiện tại WrestleMania 34 và bị Cena tấn công. Ba tuần sau, Elias tham gia Great Royal Rumble, ở vị trí 20, đấu trong 30 phút và bị loại bởi Bobby Lashley. Sau đó, Elias thù với Seth Rollins, người anh tấn công bằng ghitar khi làm gián đoạn màn trình diễn của mình. Hai người tranh đai Intercontinel và Elias thua.
Vào tháng 10, Elias lần đầu tiên trở thành phe tốt, khi tấn công Bobby Lashley bằng ghitar của mình. Suốt tháng 11, Elias thù Lashley và Lashley thường đánh bại anh thông việc đè đếm, bị phân tâm bởi Lio Rush. Điều này dẫn tới một trận đấu của họ tại TLC và Elias đã thắng, Lashley sau đó tấn công anh ta bằng ghitar sau trận đấu. Elias trả thù bằng việc tấn công Lashley tại Raw đêm hôm sau. Một trận đấu giữa hai người trong trận Clockwork Orange House of Fun mà Elias đã thắng.
Tại Royal Rumble 2019, Elias ở vị trí 1 chuẩn bị một buổi hòa nhạc và bị gián đoạn bởi Jeff Jarrett, người đề xuất hát song ca. Elias lúc đầu tuy đồng ý và sau đó tấn công và loại Jarrett bằng ghitar. Elias thi đấu 15 phút, bị loại bởi Seth Rollins. Raw hôm sau, Elias xúc phạm đám đông, trở thành nhân vật phản diện, nói họ làm anh thất vọng vì phản ứng mờ nhạt, sau đó bị Jeff Jarrett và Road Dogg chen ngang và hát bài "With My Baby Tonight" cho đến khi Elias đập một cây đàn vào cả Jarrett và Dogg. Raw 4 tháng 2, Jeff Jarrett đấu trận đầu tiên sau 19, thua Elias. Sau trận đấu, Jarrett đập ghitar vào Elias để trả thù tuần trước. Elias sau đó bị tấn công bởi Cena và The Undertaker tại cả Raw và WrestleMania 35 trong các buổi diễn âm nhạc của mình.

#### Thù với Shane McMahon và Nhà vô địch 24/7 (2019-2020)
Tại WWE Super Shake-up 2019, Elias được draft sang Smackdown. Ngay trước khi có buổi biễu diễn, anh bị gián đoạn và tấn công bởi Roman Reigns, người vừa được draft sang. Tuần sau, Shane McMahon thách đấu Reigns vì dám tấn công cha mình. Reigns ra võ đài và bị tấn công bởi Elias, người hỗ trợ McMahon đánh bại Roman. Elias sau đó thách đấu Reigns tại Money in the Bank và Reigns đã chấp nhận. Tại sự kiện, Elias bị đánh bại bởi Reigns sau 10 giây. Smackdown 28 tháng 5, Elias đè R-Truth khi có sự hỗ trợ từ Drew McIntyre và Shane để giành đai 24/7 Championship, danh hiệu đầu tiên của anh ở WWE. Anh đã mất danh hiệu đêm đó bởi R-Truth có sự giúp đỡ từ Reigns.
Tuần sau, anh đánh bại R-Truth trong trận Lumberjack và giành lại đai. Sau đó (cùng ngày), các đô vật lumberjack đánh nhau, R-Truth đè đếm anh dưới võ đài khiến anh mất đai. Elias tham gia 51-Man Battle Royal tại Super Show-down và bị loại bởi người chiến thắng cuối cùng Mansoor. Elias sau đó tiếp tục liên minh với Shane và Drew, giúp họ trong nhiều trận. Tại Smackdownville, anh bị đánh bởi đối thủ mới của Shane, Kevin Owens. Vào ngày 12 tháng 8 năm 2019 tại Raw, đêm sau SummerSlam, Elias đã đè đếm R-Truth ở hậu trường sau khi đánh Truth bằng cây đàn ghitar của mình để giành lại đai 24/7 Championship. Một tuần sau, tại SmackDown Live, Elias tham gia giải đấu King of the Ring và đánh bại Kevin Owens ở vòng một nhờ sự trợ giúp từ Shane McMahon - người tự cho mình là trọng tài khách mời đặc biệt. Trong trận đấu, Shane luôn cố tình đánh lạc hướng Kevin. Elias sau đó để mất đai 24/7 Championship vào ngày 23 tháng 8 tại sự kiện Ngày hội sáng lập Fox Sports ở Los Angeles, và đã đề đếm người dẫn chương trình của Fox Sports Rob Stone sau khi Stone đè R-Truth. Vào ngày 27 tháng 8 tại SmackDown Live, Elias thua Drake Maverick và sau đó bị Kevin Owens tấn công.
Thông tin được công bố qua các trang mạng truyền thông xã hội và WWE rằng Elias đang bị chấn thương mắt cá chân và tạm thời không thể thi đấu vòng bán kết với Chad Gable tại giải đấu King of the Ring. Tại SmackDown vào ngày 24 tháng 9, Elias xuất hiện trong một đoạn phim được phát trên màn hình chính với một bài hát nhằm nói xấu Chad Gable. Anh đã trở lại vào ngày 29 tháng 11 tại tập phim SmackDown làm Drake Maverick vui, chính thức quay mặt trở thành nhân vật chính diện. Tuần tiếp theo, anh đã xuất hiện ở võ đài khi hát cùng với Dana Brooke và tấn công Maverick.

#### Nhiều mối thù (2020–nay)
Elias tham gia trận Royal Rumble ở sự kiện pay-per-view cùng tên và xuất phát ở vị trí #2 thế nhưng đã bị loại bởi WWE Championship Brock Lesnar. Trong Friday Night SmackDown, Elias chen ngang Sami Zayn và Cesaro, và chống trả lại sự tấn công của Cesaro. Elias sau đó bắt đầu mối thù với King Corbin, đánh bại anh ta tại WrestleMania 36 trong đêm một của sự kiện với đè cuộn tròn đối thủ (roll-up). SmackDown ngày 15 tháng 5, Elias đánh bại King Corbin một lần nữa trong vòng một giải đấu cho đai vô địch Liên lục địa hiện bỏ trống. SmackDown ngày 29 tháng 5, anh không thể tiếp tục thi đấu do bị chấn thương trong cốt truyện, do một tai nạn xe hơi. Thực tế, Elias bị rách cơ ngực và phải phẫu thuật khiến anh phải nghỉ đấu khoảng 6—9 tháng.
Tại WWE Draft 2020 vào tháng 10, Elias được chuyển sang Raw. Raw 12 tháng 10, anh trở lại sau chấn thương và tấn công Jeff Hardy bằng cách đập cây đàn vào lưng anh ta, do đó trở mặt, thành phản diện. Anh tấn công Jeff Hardy vì anh tin rằng Hardy là người khiến anh phải nghỉ 5 tháng. Tại Hell in a Cell, Elias đánh bại Hardy thông qua truất quyền thi đấu khi Hardy đập anh bằng cây đàn của mình. Raw ngày 2 tháng 11, Elias thua Hardy trong trận Guitar on a Pole và tuần sau tiếp tục thất bại trong trận Symphony of Destruction, chấm dứt mối thù.
Tháng 12 năm 2020, Elias bắt đầu hợp tác với Jaxson Ryker. Tại Royal Rumble, Elias tham gia trận đấu cùng tên ở vị trí thứ năm, cố loại Carlito trước khi bị Damian Priest loại. Raw ngày 31 tháng 5 năm 2021, sau khi bị AJ Styles và Jordan Omogbehin đánh bại, Elias tấn công Ryker, qua đó trở thành phản diện trong quá trình này. Sau một thời gian ngắn đối đầu với Ryker, trong Raw ngày 9 tháng 8, anh đốt cây đàn ghita của mình và tuyên bố "Elias đã chết", qua đó chấm dứt nhân vật nhạc sỹ của anh.

## Danh sách đĩa hát

### Album
- WWE: Walk With Elias (2018)
- WWE: Universal Truth (2020)

## Trong đấu vật
- International Wrestling Cartel
  - ICW Super Indy Championship (1 lần)
  - ICW World Heavyweight Championship (1 lần)
- Pro Wrestling Illustrated
  - Đứng thứ 69 trong Top 500 đô vật tại PWI 500 năm 2018
- WWE
  - WWE 24/7 Championship (4 lần)
  - Slammy Award (1 lần)
    - Màn trình diễn âm nhạc của năm (2020) buổi biểu diễn trực tiếp Universal Truth trong Raw (19 tháng 10) của Elias

  - WWE Year-End Award (1 lần)
    - Siêu sao Đột phá của năm (2018)